# Gemeinde Zabeltitz

Die Gemeinde Zabeltitz im Landkreis Meißen mit ihrer Schwestergemeinde Wildenhain

Zabeltitz war eine Gemeinde, bis 2008 im Landkreis Riesa-Großenhain, danach im Landkreis Meißen. Sie wurde am 1. März 1994 aus den bis dahin selbstständigen Gemeinden Zabeltitz-Treugeböhla (aus Zabeltitz und Treugeböhla), Görzig, Nasseböhla (mit Stroga), Skäßchen (mit Krauschütz, Skaup und Uebigau) und Strauch gegründet. In einem Bürgerentscheid am 7. Juni 2009 entschieden sich 81,22 Prozent der Wähler in der Gemeinde für eine Eingemeindung nach Großenhain. Diese wurde zum 1. Januar 2010 vollzogen.